# Bleda (állatnem)
A Bleda a madarak osztályának verébalakúak (Passeriformes) rendjébe és a bülbülfélék (Pycnonotidae) tartozó családja tartozó nem.

## Rendszerezésük
A nemet Charles Lucien Jules Laurent Bonaparte francia ornitológus írta le 1857-ben, az alábbi 4 faj tartozik ide:
- vörösfarkú bléda (Bleda syndactylus)
- zöldfarkú bléda (Bleda eximius)
- Bleda notatus
- szürkefejű bléda (Bleda canicapillus)

## Előfordulásuk
Afrika nyugati és középső részén honosak. Természetes élőhelyeik a szubtrópusi vagy trópusi síkvidéki esőerdők, mocsári erdők, szavannák és cserjések. Állandó, nem vonuló fajok.

## Megjelenésük
Testhosszuk 21-23 centiméter körüli.